# Großer Weitschartenkopf
Großer Weitschartenkopf är en bergstopp i Österrike, på gränsen till Tyskland.   Den ligger i förbundslandet Kärnten, i den centrala delen av landet, 270 km väster om huvudstaden Wien. Toppen på Großer Weitschartenkopf är 1 584 meter över havet. Großer Weitschartenkopf ingår i Reiter Alpe.
Terrängen runt Großer Weitschartenkopf är bergig åt sydväst, men åt nordost är den kuperad. Runt Großer Weitschartenkopf är det ganska tätbefolkat, med 116 invånare per kvadratkilometer.. Närmaste större samhälle är Grossgmain, 12,7 km nordost om Großer Weitschartenkopf. 
I omgivningarna runt Großer Weitschartenkopf växer i huvudsak barrskog.